# Método de Bradford

Una de las estructuras de resonancia de la molécula del Coomassie Brilliant Blue G-250

El método de Bradford es una técnica colorimétrica utilizada para la cuantificación de proteínas. El reactivo utilizado para este proceso habitualmente se lo denomina como "Reactivo de Bradford" que se prepara utilizando como colorante el Coomassie Brilliant Blue G-250. El método se basa en el cambio diferencial del color de este colorante en respuesta a distintas concentraciones de proteínas y fue publicado en 1976 por Marion M. Bradford

## Principio

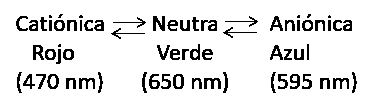
Las tres formas que conviven en equilibrio en una solución de Coomassie Brilliant Blue G-250

El método de Bradford se basa en la variación de absorbancia producida por el cambio de color del Coomassie Brilliant Blue G-250. De acuerdo a la estructura de la molécula de este colorante se observa que posee dos grupos de aminas terciarias con la carga en resonancia, susceptibles de protonarse. La forma catiónica del colorante es roja, corresponde a la forma doble protonada y su máximo en el espectro de absorción se encuentra a una longitud de onda entre 465 y 470 nm, la forma neutra es verde, corresponde a la forma simple protonada y tiene su pico de absorción a 650 nm. En cambio, la forma aniónica, corresponde a la forma desprotonada, su carga se debe al grupo sulfónico, es azul y la absorción máxima corresponde a una longitud de onda de aproximadamente 595 nm. Las tres formas (catiónica - neutra - aniónica) se encuentran en equilibrio. 
El Coomassie Brilliant Blue G-250 interacciona principalmente con los residuos de aminoácidos básicos (histidina, arginina y lisina) aunque los aminoácidos aromáticos (triptofano, tirosina y fenilalanina) contribuyen en alguna medida a la unión colorante-proteína. La variación de absorbancia del azul de Commassie es proporcional a la cantidad de colorante unido a proteínas, por lo que es también proporcional a la concentración de proteínas en una solución.
El principio del Método de Bradford es por fijación de la proteína al colorante (no se genera un enlace covalente en la reacción). Para alcanzar la máxima sensibilidad en la variación de la longitud de onda, el colorante debe estar preparado (ver más adelante) de manera que se encuentre mayoritariamente en la forma doblemente protonada (rojo). Al agregar la solución proteica, los grupos sulfónicos ionizados interactúan electrostáticamente con los residuos cargados positivamente de las proteínas. Esto modifica la estructura de la proteínas, revelando grupos hidrofóbicos que contribuyen en alguna medida a la fijación con el colorante. La unión con la proteína consume la forma aniónica de moléculas del colorante desplazando el equilibrio y produciendo el consiguiente viraje hacia el color azul.

## Preparación del "Reactivo de Bradford"
Los materiales son: Coomassie Brilliant Blue G-250; Etanol 95% v/v; Ácido fosfórico 85% v/v; Agua destilada. La preparación consiste en pesar 100 mg de Coomassie Brilliant Blue G-250 y disolver con 50 ml de Etanol 95%. Agregar 100 ml del Ácido fosfórico 85% y llevar a un volumen final de 1 litro con el Agua destilada. Las concentraciones finales resultantes serán: 0,01% m/v Coomassie Brilliant Blue G-250, 4,7% m/v Etanol y 8,5% m/v Ácido fosfórico.
También existen preparaciones comerciales de este reactivo.

## Desarrollo del Método de Bradford
Protocolo para el desarrollo del Método de Bradford: Pipetear 0,1 ml de la solución proteica a cuantificar, agregar 2 ml del Reactivo de Bradford. Agitar vigorosamente. A los 2 minutos aproximadamente, medir la absorbancia de la solución a 595 nm. El producto coloreado dentro de la primera hora de producida la reacción. Para estimar la cantidad de proteínas en la solución se debe utilizar una curva de calibración de proteínas, habitualmente de albúmina de suero bovino (o BSA).